# Giù la maschera duca Filippo
Giù la maschera duca Filippo (Fantomcat) è una serie televisiva a cartoni animati prodotta da Cosgrove Hall nel 1995. La serie è stata trasmessa su Italia 1 nel 1998.

## Personaggi
- Duca Filippo (Fantomcat)
- Milady
- Mac Duff
- Marmagora
- Vile

## Episodi

### Stagione 1
| nº | Titolo inglese             | Titolo italiano | Prima TV USA      | Prima TV Italia |
| -- | -------------------------- | --------------- | ----------------- | --------------- |
| 1  | The Hero Returns           |                 | 7 settembre 1995  |                 |
| 2  | The Preying Mantis         |                 | 14 settembre 1995 |                 |
| 3  | The Swords of the Scorpion |                 | 21 settembre 1995 |                 |
| 4  | The Aeroship               |                 | 28 settembre 1995 |                 |
| 5  | The Asteroid Adventure     |                 | 5 ottobre 1995    |                 |
| 6  | The Mind Leech             |                 | 12 ottobre 1995   |                 |
| 7  | Lady Gobbling's Gems       |                 | 26 ottobre 1995   |                 |
| 8  | Great Balls of Fire        |                 | 2 novembre 1995   |                 |
| 9  | The Chameleons of Death    |                 | 9 novembre 1995   |                 |
| 10 | The Crystal of Nemesis     |                 | 16 novembre 1995  |                 |
| 11 | The Eye of Harakti         |                 | 23 novembre 1995  |                 |
| 12 | Where the Heart Is         |                 | 30 novembre 1995  |                 |
| 13 | The Web of Doom            |                 | 7 dicembre 1995   |                 |

### Stagione 2
| nº      | Titolo inglese                     | Titolo italiano | Prima TV USA      | Prima TV Italia |
| ------- | ---------------------------------- | --------------- | ----------------- | --------------- |
| 1 (14)  | Once Upon a Time Machine           |                 | 25 settembre 1996 |                 |
| 2 (15)  | The Manhattan Incident             |                 | 2 ottobre 1996    |                 |
| 3 (16)  | Cinema Purradiso                   |                 | 9 ottobre 1996    |                 |
| 4 (17)  | Warrior of the Skies               |                 | 16 ottobre 1996   |                 |
| 5 (18)  | Tomb of the Fantoms                |                 | 23 ottobre 1996   |                 |
| 6 (19)  | Revenge of the Monitor             |                 | 30 ottobre 1996   |                 |
| 7 (20)  | The Treasure of the Belerophon     |                 | 6 novembre 1996   |                 |
| 8 (21)  | The Lonely Hearts Club             |                 | 13 novembre 1996  |                 |
| 9 (22)  | The Mirror Monster                 |                 | 20 novembre 1996  |                 |
| 10 (23) | MacDuff, Private Eye               |                 | 27 novembre 1996  |                 |
| 11 (24) | The Curse of Evillia               |                 | 4 dicembre 1996   |                 |
| 12 (25) | The Incredible Shrinking Fantomcat |                 | 11 dicembre 1996  |                 |
| 13 (26) | One Good Deed                      |                 | 18 dicembre 1996  |                 |

## Distribuzione in VHS e DVD
Nel 1996 Telstar Home Entertainment rilascia 3 volumi per la Star Kids in VHS, che include questi episodi: The Hero Returns, The Preying Mantis (Fantomcat vol. 1 - 13 settembre 1996), The Swords of the Scorpion, The Aeroship (Fantomcat vol. 2 - 15 novembre 1996), The Asteroid Adventure, The Mind Leech e Lady Gobbling's Gems (Fantomcat vol. 3 - 21 maggio 1997). Il 13 gennaio 2003 nel Regno Unito, Cinema Club e Granada Media rilasciano 2 DVD di Fantomcat, che includono solo i primi 4 episodi. Finora il resto degli altri episodi non sono stati ufficialmente rilasciati nel Regno Unito. In Serbia vengono rilasciati 2 DVD di Fantomcat, uno con gli episodi 14, 15, 16 e 10 e uno con episodi 5, 6, 7 e 22. In Italia è inedito sia in VHS che in DVD.